# Olympische Winterspiele 1936/Eisschnelllauf – 1500 m (Männer)
Die 1500 m im Eisschnelllauf der Männer bei den Olympischen Winterspielen 1936 wurden am 13. Februar 1936 auf der Natureisbahn Rießersee ausgetragen. Olympiasieger wurde der Norweger Charles Mathiesen mit einer Olympiarekordzeit von 2:19,2 Minuten. Die Silbermedaille gewann Ivar Ballangrud aus Norwegen und Bronze ging an Birger Wasenius aus Finnland.

## Bestehende Rekorde
| Weltrekord         | Oscar Mathisen ( Norwegen) | 2:17,4 min | Davos    | 18. Januar 1914 |
| Olympischer Rekord | Clas Thunberg ( Finnland)  | 2:20,8 min | Chamonix | 27. Januar 1924 |

## Ergebnisse
| Rang | Paar | Athlet              | Nation             | Zeit (min) |
| ---- | ---- | ------------------- | ------------------ | ---------- |
| 001  | 4    | Charles Mathiesen   | Norwegen           | 2:19,2     |
| 002  | 3    | Ivar Ballangrud     | Norwegen           | 2:20,2     |
| 003  | 18   | Birger Wasenius     | Finnland           | 2:20,9     |
| 004  | 3    | Leo Freisinger      | Vereinigte Staaten | 2:21,3     |
| 005  | 4    | Max Stiepl          | Österreich         | 2:21,6     |
| 006  | 17   | Karl Wazulek        | Österreich         | 2:22,2     |
| 007  | 6    | Harry Haraldsen     | Norwegen           | 2:22,4     |
| 008  | 11   | Hans Engnestangen   | Norwegen           | 2:23,0     |
| 009  | 7    | Ossi Blomqvist      | Finnland           | 2:23,2     |
| 009  | 8    | Antero Ojala        | Finnland           | 2:23,2     |
| 009  | 13   | Dolf van der Scheer | Niederlande        | 2:23,2     |
| 012  | 18   | Karl Leban          | Österreich         | 2:24,3     |
| 012  | 12   | Eddie Schroeder     | Vereinigte Staaten | 2:24,3     |
| 014  | 9    | Jan Langedijk       | Niederlande        | 2:24,6     |
| 015  | 16   | Kim Jeong-yeon      | Japan              | 2:25,0     |
| 016  | 7    | Wilhelm Sandner     | Deutsches Reich    | 2:25,3     |
| 017  | 8    | Bob Petersen        | Vereinigte Staaten | 2:25,4     |
| 018  | 17   | Alfons Bērziņš      | Lettland           | 2:25,8     |
| 019  | 5    | Ishihara Shōzō      | Japan              | 2:26,7     |
| 020  | 9    | Lou Dijkstra        | Niederlande        | 2:27,2     |
| 020  | 19   | Åke Ekman           | Finnland           | 2:27,2     |
| 022  | 14   | Aleksander Mitt     | Estland            | 2:27,8     |
| 023  | 13   | Jānis Andriksons    | Lettland           | 2:28,9     |
| 023  | 15   | Lee Seong-deok      | Japan              | 2:28,9     |
| 025  | 16   | László Hídvéghy     | Ungarn             | 2:29,0     |
| 025  | 14   | Ferdinand Preindl   | Österreich         | 2:29,0     |
| 027  | 2    | Heinz Sames         | Deutsches Reich    | 2:29,3     |
| 028  | 12   | Kawamura Yasuo      | Japan              | 2:29,6     |
| 029  | 15   | Axel Johansson      | Schweden           | 2:29,9     |
| 030  | 11   | Roelof Koops        | Niederlande        | 2:30,0     |
| 031  | 1    | Jaromír Turnovský   | Tschechoslowakei   | 2:30,5     |
| 032  | 5    | Allan Potts         | Vereinigte Staaten | 2:31,2     |
| 033  | 2    | Ken Kennedy         | Australien         | 2:31,8     |
| 034  | 1    | Tommy White         | Kanada             | 2:34,2     |
| 035  | 10   | Oldřich Hanč        | Tschechoslowakei   | 2:57,8     |
| 036  | 10   | James Graeffe       | Belgien            | 3:00,5     |
| 037  | 6    | Charles de Ligne    | Belgien            | 3:21,9     |